# Metropolis Pt. 1: The Miracle and the Sleeper
"Metropolis Pt. 1: The Miracle and the Sleeper" (u uporabi je češće jednostavniji naziv Metropolis) je peta pjesma s albuma Images and Words (izdan 1992. godine) američkog progresivnog metal sastava Dream Theater. Osim na studijskom izdanju, pjesma je još uključena u izdanja uživo Once in a LIVEtime, Live Scenes from New York, Live at Budokan i Score te EP izdanju Live at the Marquee.
Tekst pjesme napisao je John Petrucci. Sama pjesma jedna je od najzahtjevnijih kompozicija Dream Theatera, s više promjena mjera, te vrlo dugačkom solo izvedbom Johna Petruccija i Kevina Moorea. Unatoč tome članovi sastava kažu kako bi ju mogli odsvirati i u snu, zbog činjenice da je to jedna od pjesama koju su uživo izvodili najviše puta. Studijsko izdanje pjesme traje 9 minuta i 32 sekunde i s time je najduža izvedba na albumu Images and Words. 
Pjesma je napisana 1989. godine, dok je još pjevač sastava bio Charlie Dominici. Na svome je forumu bubnjar Mike Portnoy napisao kako je Part 1 u naslovu tek bila šala, zbog koje su neprestano bili pod paljbom pitanja "Kada će izdati drugi dio?". Sastav je drugi dio i napisao 1996. godine, no zbog trajanja od 20 minuta pjesma nije mogla biti uključena u album Falling into Infinity. Usto, sastav nije napisao ni tekst za drugi dio pjesme, već samo glazbu. 1998. godine sastav je odlučio produžiti pjesmu u konceptualni album (Metropolis Pt. 2: Scenes from a Memory), napokon ostvarivši svoju želju o izdavanju takvog albuma.
"Metropolis Pt. 1" također je korištena kao pjesma koju je NBA momčad Minnesota Timberwolves koristila prilikom predstavljanja početne petorke. Pjesmu su također koristili i San Antonio Spursi prilikom odmora između poluvremena.

## Izvođači
- James LaBrie – vokali
- John Petrucci – električna gitara
- John Myung – bas-gitara
- Mike Portnoy – bubnjevi
- Kevin Moore – klavijature

## Izori
1. ↑  Vidi www.dprp.net za više informacija.